# Milton N. Campos
El brasileño-canadiense Milton N. Campos (São Paulo, 20 de junio de 1957), periodista de televisión y radio, poeta y escritor, es profesor honorario del Departamento de comunicación de la Universidad de Montreal (Quebec - Canadá) y colabora con la UFRJ - Universidad Federal do Rio de Janeiro. Realizó su formación en la Universidad de São Paulo: Comunicación (Licenciatura en Periodismo en 1987, Maestría en 1992 y Libre Docencia en 2011) y en Psicología Social (Doctorado en 1996).

## Biografía

### Infancia y juventud
Durante su infancia y adolescencia, estudió piano en el Conservatorio Dramático e Musical de São Paulo e hizo sus estudios primarios y secundarios en escuelas privadas de São Paulo, donde se hizo conocido con el apodo de "Poeta" por escribir poemas para sus amigos. Luego, obtuvo una licencia de enseñanza en el nivel primario y posteriormente estudió Periodismo en la Escuela de Comunicaciones y Artes de la Universidad de São Paulo. A partir de 1977, trabajó como profesor de educación primaria y secundaria cuando comenzó sus estudios en la ECA-USP. Entre 1980 y 1981 vivió en Ámsterdam, Países Bajos, y en Lisboa, Portugal. Al regresar a Brasil, trabajó como productor asistente, productor, editor local e internacional y editor en jefe de noticieros nocturnos de las principales redes de televisión brasileñas, así como redactor en noticieros de radio. En 1991 y 1992, se trasladó a Londres, Reino Unido, para trabajar como productor, editor y presentador de programas en BBC World Service, la emisora internacional de la British Broadcasting Corporation.

#### Estudios y carrera académica
En su Maestría, defendió la adecuación de la epistemología genética propuesta por Jean Piaget para el desarrollo de una teoría constructivista de la comunicación. En su tesis de Doctorado, el investigador propuso un modelo explicativo de la comunicación televisiva con niños pequeños, basado en la teoría del desarrollo, pero principalmente en el modelo de intercambio de valores de Piaget. En ese momento, Milton N. Campos trabajaba como profesor en el curso de Periodismo de la Facultad de Arquitectura, Artes, Comunicación y Design de la Universidad Estatal Paulista. En 1997, el Dr. Campos comenzó, en Canadá, una pasantía posdoctoral en la Universidad de British Columbia, trasladándose el mismo año a la Escuela de Comunicación de la Universidad Simon Fraser, dentro del programa pan canadiense Telelearning - NCE - Network of Centres of Excellence, donde desarrolló métodos de análisis constructivista del proceso comunicativo en entornos virtuales en línea, con el objetivo de identificar mecanismos sociocognitivos y afectivos que favorecen el aprendizaje colaborativo para informar el diseño de foros de foros de discusión. A finales de 1999, se asume un puesto de profesor en la Universidad de Montreal. En 2011 recibió el título honorífico de Libre Docente de la Universidad de São Paulo. En 2015, al convertirse en profesor honorario de la universidad quebequés, pasó a colaborar con la Escuela de Comunicación de la Universidad Federal de Río de Janeiro.

### Ideas y contribuciones intelectuales
Milton Campos ha contribuido con en el campo de la comunicación, a partir de una perspectiva teórica y metodológica constructivista-crítica de la comunicación. En el ámbito de los intercambios virtuales en diversos campos del conocimiento, como la educación, el trabajo, la salud y la cultura en su dimensiones éticas y sociales, publicó libros y artículos científicos.

#### Constructivismo crítico
Milton N. Campos define el constructivismo crítico como un enfoque psicosocial que integra la aproximación sociobiológica de la epistemología genética de Jean Piaget, la teoría social de la acción comunicativa de Jürgen Habermas y la teoría de la comunicación de Jean-Blaise Grize, abordando la problemática de los sentidos. Desde esta perspectiva integradora, el multilenguaje é entendido como un campo bio-simbólico donde se modelan las interacciones culturales y se generan los sentidos, basado en las posibilidades sociocognitivas del cuerpo, las emociones y los juicios ético-morales.

#### Ecología de los sentidos
Campos define la ecología de los sentidos como un enfoque teórico crítico-constructivista que tiene como objetivo comprender y explicar el surgimiento y desarrollo de los procesos de comunicación. El autor considera las ecologías de los sentidos como complejas relaciones entre individuos y colectividades, entendiendo que se entrelazan y transforman en función de diversas manifestaciones fenomenales. La comunicación, como núcleo del complejo movimiento transversal, expresaría, más allá de los intercambios que son su esencia, las éticas que resultan de las acciones que estas múltiples ecologías de los sentidos de la vida generan.